# Pier Gerlofs Donia

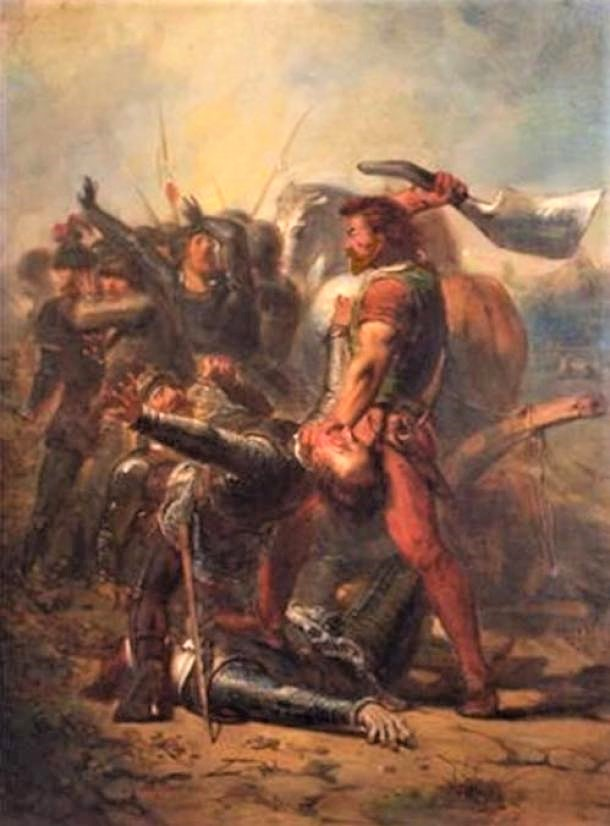
"De dapperheid van Grote Pier" (La valentia de Grote Pier), 1516, per Johannes Hinderikus Egenberger, (Arnhem 1822 - Utrecht 1897).

Pier Gerlofs Donia (Kimswerd, 1480 – Snits, 1520) va ser un guerrer frisi, a més de pirata i rebel. També és conegut pels frisis pel sobrenom "Grutte Pier" (el "Gran Pier"), o per la traducció neerlandesa de "Grote Pier" i "Lange Pier", o, en llatí com a "Pierius Magnus", que fa referència a la seua llegendària grandària i força.
Actualment la seua vida està sumida en la llegenda i es basa en una descripció atribuïda al seu contemporani Petrus Thaborita. Un historiador del segle xix, Conrad Busken Huet, va escriure sobre Pier que era:
"una torre d'un company tan fort com un bou, de pell fosca, muscles amplis, amb una llarga barba negra i bigoti. Un sincer humorista àcid, que a través de lamentables circumstàncies es va convertir en una horrible bèstia. A part de la venjança personal per la sagnant injustícia que va patir (en 1515) amb l'assassinat dels seus familiars i la destrucció de la seua propietat, es va convertir en un lluitador per la llibertat d'imperenne llegenda."